# Oberlangenegg
Oberlangenegg (toponimo tedesco) è un comune svizzero di 475 abitanti del Canton Berna, nella regione dell'Oberland (circondario di Thun).

## Monumenti e luoghi d'interesse
- Chiesa riformata di Schwarzenegg, eretta nel 1693[1][2]; si trova a Unterlangenegg[senza fonte].

## Società

### Evoluzione demografica
L'evoluzione demografica è riportata nella seguente tabella:
Abitanti censiti

### Religione
Oberlangenegg fa parte del commune parrocchiale di Schwarzenegg.

## Geografia antropica

### Frazioni

Schwarzenegg nel 1954

Le frazioni di Oberlangenegg sono:
- Aettenbühl
- Kreuzweg (in parte)
- Schwarzenegg (in parte)[2]
- Stalden
- Süderen-Linden

## Amministrazione
Ogni famiglia originaria del luogo fa parte del cosiddetto comune patriziale e ha la responsabilità della manutenzione di ogni bene ricadente all'interno dei confini del comune.